# Žibřidovice (Polsko)
Žibřidovice (polsky Zebrzydowice, německy Seibersdorf) jsou vesnice v jižním Polsku ve Slezském vojvodství v okrese Těšín v gmině Žibřidovice. Leží na severním okraji Těšínského Slezska přímo u českých hranic – na jihozápadě sousedí s Hranicemi, městskou částí Karviné. Nachází se v Ostravské pánvi a patří k rybníkářské oblasti zvané Žabí kraj. Skládá se se dvou starostenství: západních Dolních Žibřidovic (Zebrzydowice Dolne) a východních Horních Žibřidovic (Zebrzydowice Górne). Podle sčítání lidu v roce 2011 zde žilo 5  368 obyvatel, rozloha obce činí 15,59 km².

## Dějiny a památky
První zmínka o Siffridi villa pochází z listiny vratislavského biskupa Jindřicha I. z Vrbna vydané mezi lety 1295 až 1305. Po staletí vesnice patřila šlechtickým rodinám, nejdéle Liškům (1524–1747), Mattencloitům (1747–1888) a Larischům (1888–1945). V roce 1855 vznikla stanice Severní dráhy císaře Ferdinanda. V rakouském sčítaní lidu z roku 1900 uvedlo 91,9 % obyvatel Pruchná obcovací řeč polskou (včetně těšínského nářečí), 2,6 % německou a 1,3 % českou; 98,8 % se hlásilo ke katolictví, 0,7 % k evangelické církvi a 0,6 % k judaismu. Během československo-polského sporu o Těšínsko došlo zde k bojům. Sedm padlých vojáků je pohřbených na místním hřbitově. V roce 1920 byly Žibřidovice rozhudnutím Konference velvyslanců spolu s celým východním Těšínském připojeny k Polsku. Během druhé světové války (1942–1944) se v obci nacházel pobočný tábor KL Auschwitz. Na jaře 1945 Žibřidovicemi probíhala frontová linie, v důsledku čehož byla značná část vesnice poničena. Poválečný vývoj obce souvisel především s rozvojem železniční stanice, která se stala významným dopravním uzlem na polsko-československé hranici. V 80. letech železnice zaměstnávaly 1 800 obyvatel Žibřidovic. Podél hlavní silnice mezi centrální částí vesnice a nádražím se nachází železničářská kolonie.
Památky:
- Mattencloitův zámek – barokní, postavený v roce 1760 na místě Liškova hrádku, přestavený Lariši, obnovený po válečných škodách mezi lety 1953 až 1963, nyní sídlo kulturního střediska, informačního centra a restaurace Castello;
- katolický kostel Nanebevzetí Panny Marie skládající se z pseudogotického presbytáře (1616), k němuž byla roku 1776 dostavěna barokní loď a věž;
- bývalý statek Mittelhof z poloviny 19. století;

## Doprava
Železniční stanice Žibřidovice (Zebrzydowice) vznikla v roce 1855 na Severní dráze císaře Ferdinanda spojující Vídeň s Krakovem. Po vytyčení nynější česko-polské hranice byly v meziválečné době postaveny tratě Žibřídovice – Polský Těšín přes Kačice (1934) a také Žibřidovice – Jastrzębie-Zdrój (1935), čímž vznikl žibřidovický železniční uzel. Nádraží, jakožto poslední stanice v Polsku na mezinárodní magistrále Krakov/Katovice – Ostrava – Praha/Vídeň, získalo obrovský význam. Dnešní podobu získala během rozsáhle rekonstrukce dokončené v roce 1964.
Provoz na trati do Jastrzębie-Zdroje byl zastaven v roce 1994. V jízdním řádu 2017 stanice obsluhuje osobní vlaky Slezských drah (Koleje Śląskie) ve směru Těšín, Čechovice-Dědice, Bílsko-Bělá a Katovice. Kromě toho zde zastavují všechny projíždějící mezinárodní spoje – vlaky z Krakova, Gdyně a Varšavy do Prahy, Vídně a Budapešti, a také vlak Moskva–Nice. Regionální spoje do sousední stanice Petrovice u Karviné nejezdí.
Žibřidovicemi prochází krajská silnice č. 937 spojující Těšín s Jastrzębím-Zdrojem. Autobusovou dopravu zajišťuje podnik Linea Trans na lince Těšín–Jastrzębie-Zdrój, do obce dojíždějí také linky č. 110 a 120 MHD Jastrzębie-Zdrój.